# Vép vasútállomás
Vép vasútállomás egy Vas vármegyei vasútállomás, Vép településen, a GYSEV üzemeltetésében. A település északi szélén helyezkedik el, közúti elérését a 8445-ös útból kiágazó 84 328-as számú mellékút biztosítja.

## Vasútvonalak
Az állomást az alábbi vasútvonalak érintik:
- Székesfehérvár–Szombathely-vasútvonal

## Kapcsolódó állomások
A vasútállomáshoz az alábbi állomások vannak a legközelebb:
- Porpác vasútállomás (Székesfehérvár–Szombathely-vasútvonal)
- Szombathely vasútállomás (Székesfehérvár–Szombathely-vasútvonal)

## Forgalom
| Járat            | Útvonal | Gyakoriság                                       |
| ---------------- | --- | ------------------------------------------------ |
| személyvonat     | Celldömölk – Kemenesmihályfa – Nagysimonyi – Ostffyasszonyfa – Sárvár – Porpác – Vép – Szombathely | Napi 5 pár                                       |
| személyvonat     | Veszprém – Márkó – Herend – Szentgál – Városlőd – Városlőd-Kislőd – Ajka – Ajka-Gyártelep – Devecser – Somlóvásárhely – Tüskevár – Karakószörcsök – Kerta – Boba – Nemeskocs – Celldömölk – Kemenesmihályfa – Nagysimonyi – Ostffyasszonyfa – Sárvár – Porpác – Vép – Szombathely            | Napi 3-4 pár                                     |
| személyvonat     | Szombathely – Vép – Porpác – Ölbő-Alsószeleste – Pósfa – Hegyfalu – Vasegerszeg – Vámoscsalád – Répcelak – Csánig (– Dénesfa) – Beled – Vica (– Páli-Vadosfa) – Magyarkeresztúr-Zsebeháza – Szil-Sopronnémeti – Csorna                                                                       | Kb. 2-4 óránként                                 |
| személyvonat     | Szombathely – Vép – Porpác – Ölbő-Alsószeleste – Pósfa – Hegyfalu – Vasegerszeg – Vámoscsalád – Répcelak – Csánig (← Dénesfa) – Beled – Vica (← Páli-Vadosfa) – Magyarkeresztúr-Zsebeháza – Szil-Sopronnémeti – Csorna – Bősárkány – Hanságliget – Jánossomorja – Mosonszolnok – Hegyeshalom | Napi 1 Hegyeshalom felé, napi 4 Szombathely felé |
| Bakony InterCity | Budapest-Déli – Budapest-Kelenföld – Székesfehérvár – Várpalota – Pétfürdő – Öskü – Hajmáskér – Veszprém – Ajka – Devecser – Somlóvásárhely – Karakószörcsök – Boba – Celldömölk – Kemenesmihályfa – Nagysimonyi – Ostffyasszonyfa – Sárvár – Porpác – Vép – Szombathely                     | Napi 1 pár                                       |

## A vasútállomás az irodalomban
- A vépi vasútállomás említésre kerül Szamos Rudolf Kántor nyomoz című bűnügyi regényében: a legendás nyomozókutya életét bemutató kötet egyik, korábban több ízben is kudarcba fulladt nyomozása itt ért véget, egy bűnöző (embercsempész) szereplő elfogásával, annak negyedik határsértése után. Ugyan az állomás nem teljes névvel szerepel, csak v.-i vasútállomásként említve, de egyértelműen azonosítható, mivel a regényből kiderül, hogy a nyomozás Vas megyei helyszíneken zajlik, a Kántor által üldözött férfi a megyeszékhelyről a fővárosba tartó vonathoz igyekszik, és az elfogás helye a megyeszékhelyi állomást követő első állomás, attól 8 kilométerre.

## Képgaléria

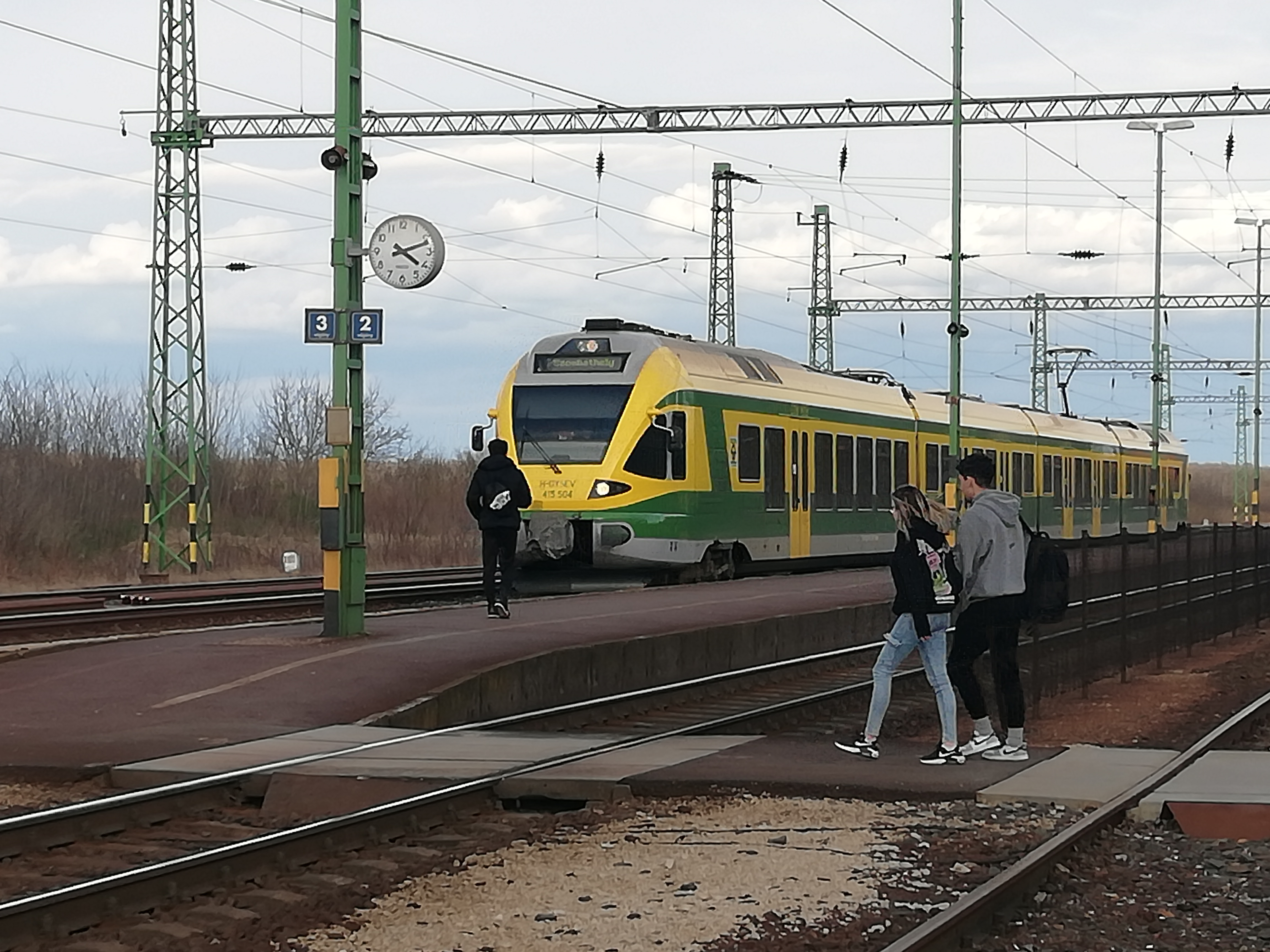
Személyvonat érkezik Szombathely felől Vép állomásra…
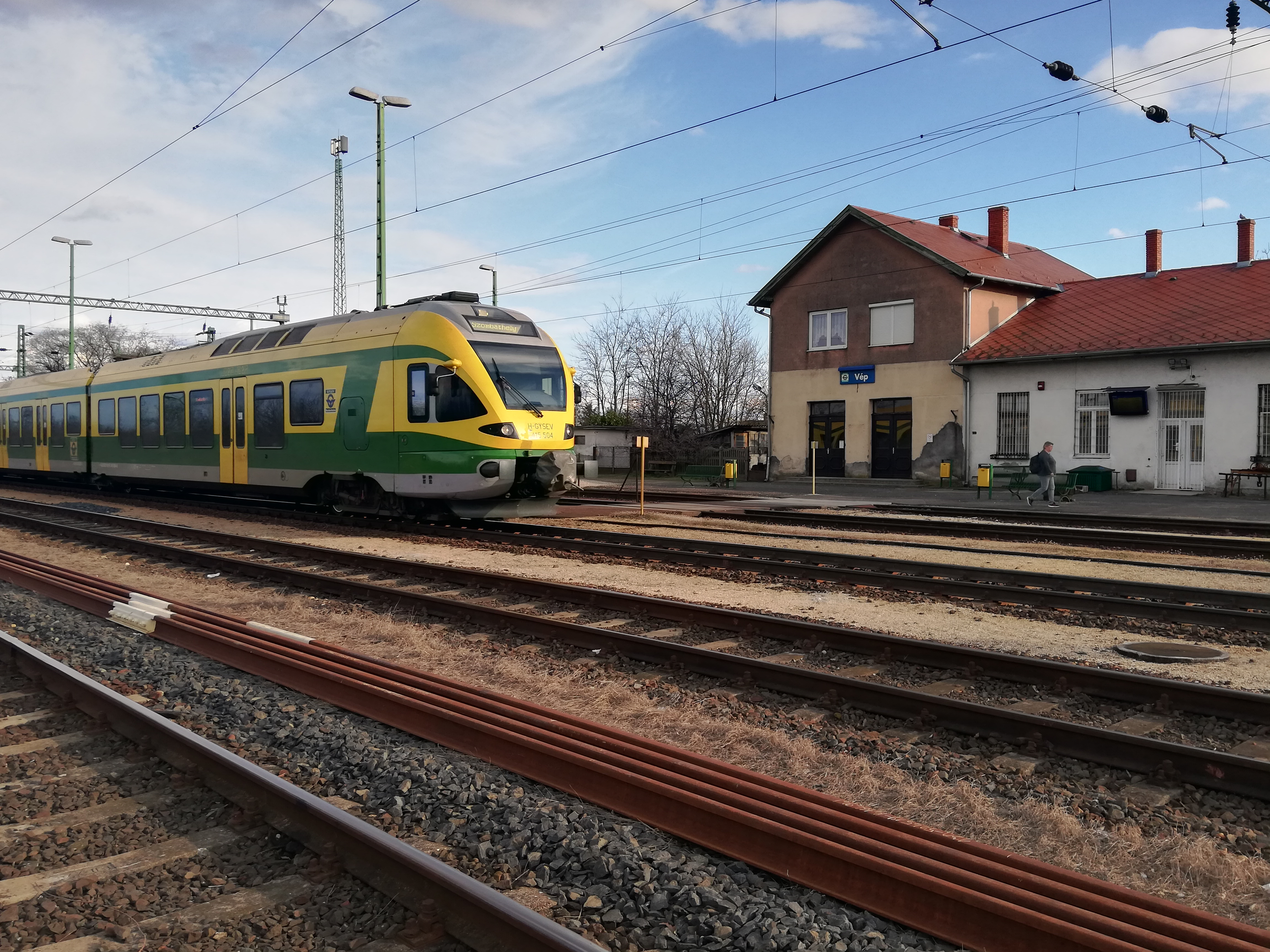
…majd továbbindul Sárvár felé
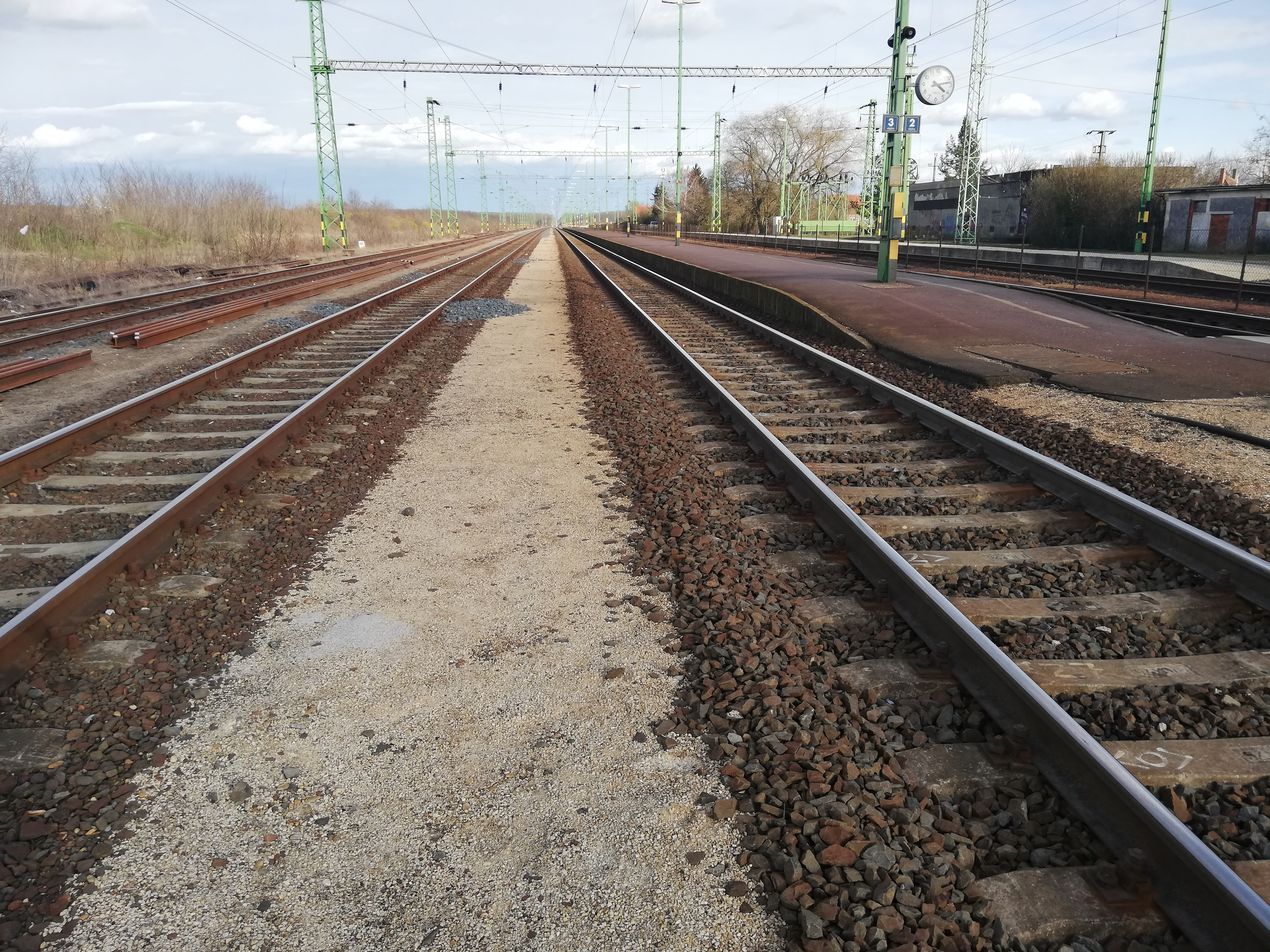
Az állomás vágányhálózata Sárvár…
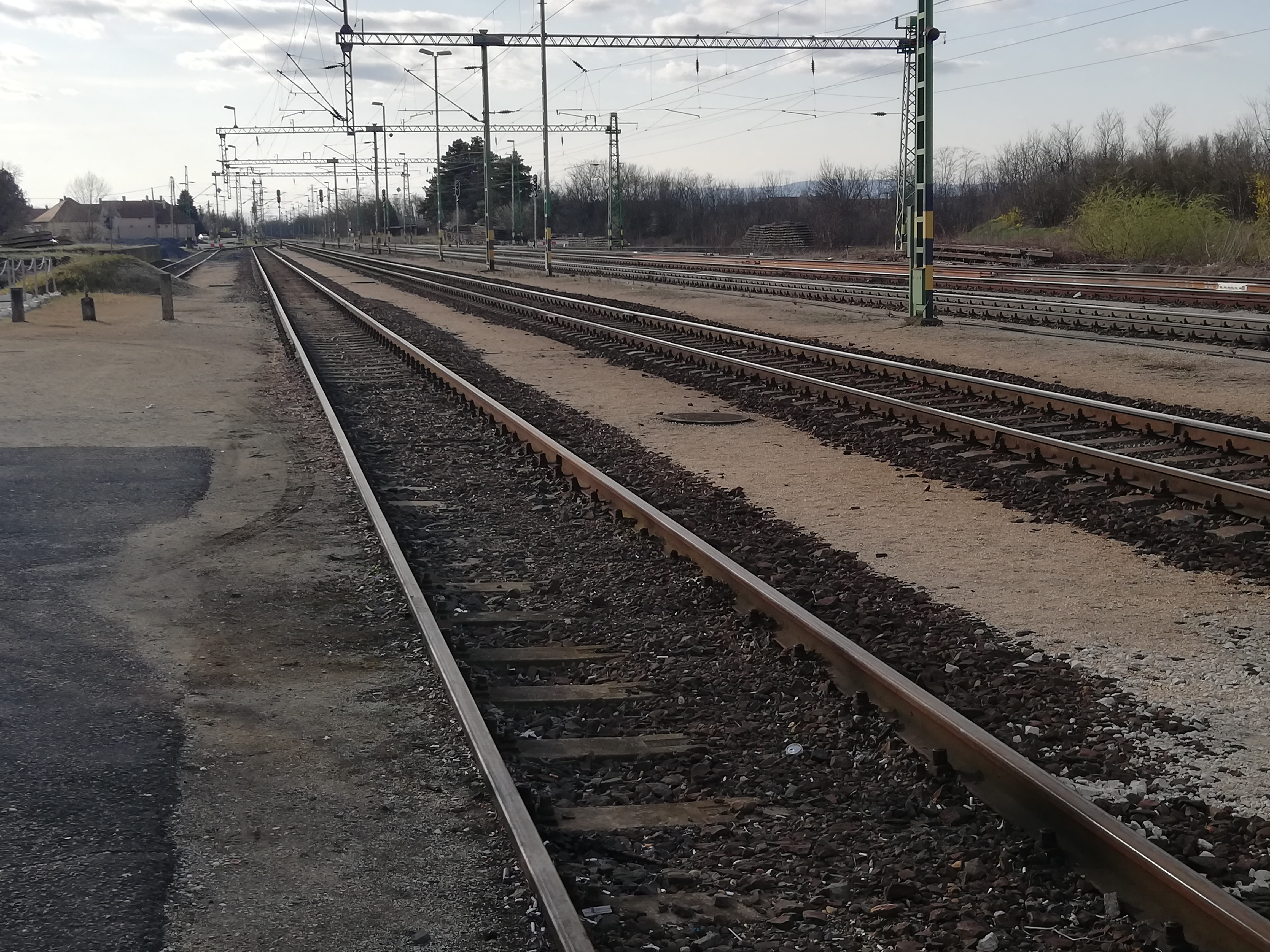
…illetve Szombathely felé nézve